# Aerozine 50
Aerozine 50, é um composto combustível armazenável a temperatura ambiente, desenvolvido e usado nos Estados Unidos.
Ele foi desenvolvido para uso específico no foguete Titan II, no final da década de 50.
Sua composição é: 50% de Hidrazina (N2H4) e 50% de Dimetil-hidrazina assimétrica (UDMH), e formava um par hipergólico com tetróxido de dinitrogênio (NTO).